# 西野朗
西野 朗（にしの あきら、1955年4月7日 - ）は、埼玉県浦和市（現：さいたま市）出身の元サッカー選手、サッカー指導者。
現役時代のポジションは主にミッドフィールダー（MF）。元日本代表。前日本代表監督、元タイ代表監督。2018 FIFAワールドカップでは日本代表を率いた。
J1リーグの監督として通算勝利数270は歴代1位。

## 経歴

### 選手時代
地元である大宮サッカー場に来る日本代表選手に憧れるサッカー少年だった。三菱ダイヤモンド・サッカー（テレビ東京）の視聴者プレゼントに応募し、シューズをもらった経験があるという。
さいたま市立原山中学校を卒業後、1970年埼玉県立浦和西高等学校に入学。全国高等学校サッカー選手権大会ではベスト8進出。
1974年、早稲田大学教育学部に入学。ア式蹴球部に所属し、在学中に日本代表に選出された。
1977年の夏、日本代表の選手がドイツのいくつかのクラブチームの練習に参加する分散合宿が行われ、西ドイツのヘネス・バイスバイラーが、日本代表監督を務めた二宮寛と交流があったことから優秀な日本人選手を3人紹介するよう要請し、日本人初のプロ選手の候補として当時バイスバイラーが監督をしていたブンデスリーガ・1FCケルンのテストを奥寺康彦、金田喜稔と西野の3人で受けたとスカパー!のYouTube公式チャンネル動画で明らかにされている。この時、西野ら3人はそれがプロテストだとは知らされずに通常のトレーニングであると思いテストを受けていたという。最終的には奥寺と同じポジションのベルギー人の選手が退団することになり、奥寺がプロ第1号になったが、「選手として総合的には西野が最も良かった」と二宮は話している。また、奥寺は西野よりもフィジカルが優れていたと二宮は話した。
1978年に日立製作所へ入社。人事部の女子採用係に配属され新人ながら求人票配りに行かされると、大学サッカーで人気選手だったこともあり女子が殺到したという。同社サッカー部加入以降はプレーに精彩を欠き伸び悩む。その後、復活を果たし1985年に日本サッカーリーグタイ記録の8試合連続得点をあげベストイレブンにも選出された。また、現役晩年にはセンターバックを務めることもあった。しかし、天才肌のMFである一方で淡白な部分があり、日立加入初年である1978年を最後に日本代表には呼ばれず、1990年に現役を引退した。

### 指導者時代

#### U-20日本代表〜アトランタ五輪
1991年からU-20日本代表監督。
1994年に、アトランタオリンピック出場を目指すU-23日本代表監督に就任。日本が銅メダルを獲得した1968年のメキシコ大会 以来28年ぶりとなる本大会出場と、その本大会でのブラジル戦での大金星（マイアミの奇跡）で名を挙げる。しかし2勝を挙げながらもグループリーグで敗退となり、協会からの最終評価は「守備的過ぎる」として最低に近い評価を受けた。この評価への反骨心から、その後西野はレイソルやガンバでも常に攻撃的なチームを作り上げることになる。

#### 柏レイソル
1997年にニカノール監督のサポート役としてヘッドコーチとしてレイソルに復帰。シーズン終了後にニカノール監督がヴェルディ川崎へ移籍した為、後任として1998年に柏レイソルの監督に就任した。1998年は、ベンチーニョも復帰しストイチコフも加入したが、勝ちきれずチームは低迷した。1999年にはリーグ戦は、ファーストステージとセカンドステージは4位に入り、年間順位は3位となり、天皇杯はベスト4まで進出した。その年のナビスコカップは、鹿島と死闘の末優勝に導き、クラブ・西野自身にとって初のタイトルを獲得した。2000年はタイトルこそ獲得出来なかったが、2ndステージは鹿島アントラーズと最後まで優勝争いを繰り広げ、2位というクラブ史上最高の成績を残し（年間獲得勝ち点は1位であった）、自身初となるJリーグ最優秀監督に選ばれた。しかし、翌2001年には、柳想鐵を横浜F・マリノスから獲得し優勝を狙ったが、洪明甫の怪我と黄善洪の不調もあって優勝争いに加わることができず1stステージは6位に終わった。1stステージ終了後に成績不振を理由に解任された。

#### ガンバ大阪
2002年よりガンバ大阪の監督に就任。Jリーグ開幕以降タイトルと無縁だったクラブを上位陣に押し上げ、就任4年目の2005年にG大阪と自身にとっても初となるJ1リーグ優勝を達成し（2005年J1最終節）、2度目のJリーグ最優秀監督賞を受賞。2006年は終盤まで、浦和と優勝争いを展開するも、最終節での直接対決で敗れリーグ連覇を逃す。2007年にはナビスコカップ優勝を達成しJリーグカップ史上初の2クラブによる優勝監督、3月3日の大宮戦で、Jリーグの監督として史上初となるJ1通算150勝を達成（内訳：柏 67勝、G大阪 83勝）。
2008年にはAFCチャンピオンズリーグを制し、AFCからアジア最優秀監督に選ばれ、FIFAクラブワールドカップ2008準々決勝のアデレード・ユナイテッドFC戦では、日本人監督としてFIFA主催の公式大会で初めて勝利を挙げた。更に、天皇杯優勝を達成し、国内3大タイトルの全てを制覇した。またこの年、Jリーグクラブの監督在任最長期間記録（トニーニョ・セレーゾ 鹿島監督）を更新した。
2009年12月5日の千葉戦で、J1通算200勝を達成。さらに、この年の天皇杯を制し、天皇杯連覇を達成した。
2010年は開幕前からケガ人が相次いだ影響などにより、前半戦は絶不調に陥るが、後半戦は持ち直し、リーグ2位に押し上げる。しかし、天皇杯3連覇を逃し、2006年以来4年ぶりにシーズン無冠に終わった。就任10年目で迎えた2011年も無冠に終わりガンバから同年限りで契約満了（事実上の解任）を通告された。

#### ヴィッセル神戸
2012年5月19日、成績不振により解任された和田昌裕の後任としてヴィッセル神戸の監督に就任。しかし、同年11月8日成績不振により解任。尚、2012年の残り試合は、コーチの安達亮が指揮を執ることになった。

#### 名古屋グランパス
2014年シーズンから名古屋グランパスの監督に就任。2シーズン指揮を執ったが好成績を残せず、内容を含めチームは停滞。2015年10月、契約期間満了により退任（事実上の解任）。

#### 日本サッカー協会
2016年3月、日本サッカー協会（JFA）の理事に就任し、降格処分となった霜田正浩技術委員長の後任として技術委員長に就任。
2018年3月28日、日本代表が欧州での親善試合を1分1敗で終えた後、ヴァイッド・ハリルホジッチ監督の続投を明言した。

#### サッカー日本代表監督
2018年4月7日、ヴァイッド・ハリルホジッチが突如として日本代表監督を解任され、その2日後の4月9日に後任として西野が代表監督に就任することがJFAより発表された。任期は2018年4月9日から2018年ロシアＷ杯までの約2か月間で、岡田武史以来2人目のワールドカップで指揮を執る日本人監督となった。また、西野は日本代表監督就任に伴い、同年4月7日までに、JFA理事、JFA技術委員長、Jリーグの理事を辞任している。
すぐさま20数人の招集メンバーが発表されることになるが、久保裕也はクラブがプレーオフを戦っている最中だったため招集できず、選ばれた選手からも今野泰幸と青山敏弘が怪我で辞退することになった。初陣となる同年5月30日に横浜国際総合競技場で行われたガーナ代表との試合は、大会前最後の国内試合であると同時に、メンバー選考の登録期限締め切り前、最後の試合となっていた。つまり選考に向けたテストもアピールもこの1試合のみしか許されていない状況であった。西野はチームの流れを変えようと、近年では時代遅れになりつつありハリル時代にも試されなかった3バックを試すも、手応えなく0-2で敗れた。そして大した収穫もないまま翌5月31日にワールドカップロシア大会に臨む23人のメンバーを発表、ガーナ戦前の会見では「本戦では今回のメンバー以外の選手が入る可能性もある」と話していたが、結局追加招集は行われなかった。同年6月8日にスイスのルガーノで行われたスイス代表との親善試合ではフォーメーションを従来の4-2-3-1に戻したが良いところなく0-2で敗れ、就任後2連敗、2試合連続無得点となった。光明が見えないまま迎えた本大会前最後のテストマッチは、6月12日にオーストリアのインスブルックで行われたパラグアイ代表戦で、西野はテストマッチ期間中にメンバー全員を起用すべく、この試合はそれまで出番のなかった選手がスタメンの中心となった。しかしこの試合で見違えるようなキレとパスワークを披露した日本は4-2で勝利し、代表監督就任後3戦目にして初得点、初勝利を挙げた。

##### ワールドカップ ロシア大会
直前でのテストマッチの出来から、西野は当初目論んでいたレギュラー選手と、パラグアイ戦で調子の良かった選手を入れ替える決断をする。酒井高徳から酒井宏樹への交代は、酒井宏樹が怪我で出遅れていたことによるもので、大会に合わせて復帰した入れ替わりは予定通りだったであろう。しかし柱として期待した本田圭佑と、西野のガンバ時代の秘蔵っ子である宇佐美貴史は2試合で見せ場を作れず、彼らに変わりパラグアイ戦で2得点の乾貴士、同じく1得点2アシストの香川真司を共に本大会でレギュラーに抜擢することになる。また、足に爆弾を抱えていた大島僚太を下げてレギュラーに昇格したのは、大島のバックアップのはずだった柴崎岳で、試合を支配してしまいそうなほどの存在感を示した。バックスでは昌子源が力強い守備で頼りがいをアピールし、槙野智章を引きずり下ろした。
2018年6月19日にサランスクのモルドヴィア・アリーナで行われたワールドカップロシア大会グループH初戦でコロンビア代表を2-1で下し、日本代表にとって2010年の南アフリカ大会以来となるワールドカップでの白星をもたらした。また、この勝利はアジア勢がワールドカップにおいて初めて南米のチームから挙げた白星であった。グループステージ第2戦（6月24日、エカテリンブルク・アリーナ）はセネガル代表と対戦し、2-2の引き分けで勝ち点1を獲得した。6人の先発を変更して挑んだ第3戦（6月28日、ヴォルゴグラード・アリーナ）のポーランド戦では59分に先制点を許し0-1とされたが、同時刻に行われていたグループHのもう1つの試合でコロンビアがセネガルを1-0でリードしているという戦況を確認しながら、試合終盤に後方でのパス回しを指示した。試合はそのままポーランドに0-1で敗れ、最終的にセネガルと勝ち点4で並んだが、定められた規定によりフェアプレーポイントの差でグループ2位での16強進出が決まった。決勝トーナメントラウンド16（7月2日、ロストフ・アリーナ）で、ベルギーと対戦。0-0で迎えた後半に2点を先取したものの追いつかれ、後半アディショナルタイム終了間際のゴールで逆転を許し2-3で敗戦。日本代表初となるベスト8進出を逃した。
大会終了後の7月5日、日本代表帰国時の記者会見の最後で、同席した田嶋幸三日本サッカー協会会長が、「西野さんとは『今大会の結果がどうであれ、これが最後』と約束し、慰留することはしませんでした。7月末を持って日本代表の監督を退任します。また違った形で日本サッカーに貢献し、サポートしていただければと思います」と西野の日本代表監督退任を明言した。
2019年、6月16日付で第16回日本サッカー殿堂入りが決まる。

#### サッカータイ代表
2019年7月1日、タイ代表監督とU-23タイ代表監督の就任がタイ側より発表された。翌日に帰国した西野は、「タイ代表監督就任報道は事実と違います」と語り、報道を否定した が、7月17日に報道通りタイ代表監督とU-23タイ代表監督に就任することを発表した。
2020年1月、2年間の契約延長が決定。
2021年6月、2022 FIFAワールドカップアジア二次予選敗退（勝ち点9で第4位。三次予選には上位2チームのみが出場出来る）により、契約期間を半年残して7月29日に解任された。

## 所属クラブ
- 1971年 - 1973年 浦和西高校
- 1974年 - 1977年 早稲田大学[1]
- 1978年 - 1990年 日立製作所[1]

## 個人成績
| 国内大会個人成績 | 国内大会個人成績 | 国内大会個人成績 | 国内大会個人成績 | 国内大会個人成績 | 国内大会個人成績           | 国内大会個人成績 | 国内大会個人成績  | 国内大会個人成績 | 国内大会個人成績 | 国内大会個人成績 | 国内大会個人成績 |
| 年度             | クラブ           | 背番号           | リーグ           | リーグ戦         | リーグ戦                   | リーグ杯         | リーグ杯          | オープン杯       | オープン杯       | 期間通算         | 期間通算         |
| 年度             | クラブ           | 背番号           | リーグ           | 出場             | 得点                       | 出場             | 得点              | 出場             | 得点             | 出場             | 得点             |
| 日本             | 日本             | 日本             | 日本             | リーグ戦         | リーグ戦                   | JSL杯            | JSL杯             | 天皇杯           | 天皇杯           | 期間通算         | 期間通算         |
| ---------------- | ---------------- | ---------------- | ---------------- | ---------------- | -------------------------- | ---------------- | ----------------- | ---------------- | ---------------- | ---------------- | ---------------- |
| 1978             | 日立             | 16               | JSL1部           | 13               | 1                          |                  |                   |                  |                  |                  |                  |
| 1979             | 日立             | 16               | JSL1部           | 12               | 0                          | 2                | 0                 | 4                | 0                | 18               | 0                |
| 1980             | 日立             | 8                | JSL1部           | 15               | 6                          | 1                | 0                 | 3                | 1                | 19               | 7                |
| 1981             | 日立             | 8                | JSL1部           | 8                | 1                          | 0                | 0                 | 2                | 0                | 10               | 1                |
| 1982             | 日立             | 8                | JSL1部           | 15               | 4                          | 1                | 0                 | 2                | 0                | 18               | 4                |
| 1983             | 日立             | 8                | JSL1部           | 18               | 2                          | 1                | 0                 | 1                | 0                | 20               | 2                |
| 1984             | 日立             | 8                | JSL1部           | 17               | 2                          | 3                | 3                 | 2                | 0                | 22               | 5                |
| 1985             | 日立             | 8                | JSL1部           | 22               | 12                         | 1                | 0                 | 1                | 0                | 24               | 12               |
| 1986-87          | 日立             | 8                | JSL1部           | 17               | 1                          | 0                | 0                 | 1                | 0                | 18               | 1                |
| 1987-88          | 日立             | 8                | JSL2部           | 21               | 1                          | 1                | 0                 | 2                | 0                | 24               | 1                |
| 1988-89          | 日立             | 8                | JSL2部           | 28               | 2                          | 1                | 0                 | -                | -                | 29               | 2                |
| 1989-90          | 日立             | 32               | JSL1部           | 6                | 0                          | 0                | 0                 | 0                | 0                | 6                | 0                |
| 通算             | 日本             | 日本             | JSL1部           | 143              | 29\|\|\|\|\|\|\|\|\|\|\|\| |                  |                   |                  |                  |                  |                  |
| 通算             | 日本             | 日本             | JSL2部           | 49               | 3                          | 2                | 0\|\|\|\|\|\|\|\| |                  |                  |                  |                  |
| 総通算           | 総通算           | 総通算           | 総通算           | 192              | 32\|\|\|\|\|\|\|\|\|\|\|\| |                  |                   |                  |                  |                  |                  |

・JSL東西対抗戦（オールスターサッカー）　2回出場（1979年、1986年）
・JSL東西対抗戦　1得点（1979年）

## 代表歴
- 国際Aマッチ初出場 - 1977年3月6日 1978 FIFAワールドカップ・アジア・オセアニア1次予選 vsイスラエル代表（ラマト・ガン・スタジアム）
- 国際Aマッチ初得点 - 1978年7月21日 - 1978ムルデカ大会 vsマレーシア代表（スタジアム・ムルデカ）

### 出場大会など
- 1978 FIFAワールドカップ・アジア・オセアニア1次予選
- 1978 ムルデカ大会

### 試合数
- 国際Aマッチ 12試合 1得点 (1974年-1978年)[1]

| 日本代表 | 国際Aマッチ | 国際Aマッチ | その他 | その他 | 期間通算 | 期間通算 |
| 年       | 出場        | 得点        | 出場   | 得点   | 出場     | 得点     |
| -------- | ----------- | ----------- | ------ | ------ | -------- | -------- |
| 1974     | 0           | 0           | 6      | 2      | 6        | 2        |
| 1975     | 0           | 0           | 0      | 0      | 0        | 0        |
| 1976     | 0           | 0           | 0      | 0      | 0        | 0        |
| 1977     | 4           | 0           | 23     | 3      | 27       | 3        |
| 1978     | 8           | 1           | 8      | 1      | 16       | 2        |
| 通算     | 12          | 1           | 37     | 6      | 49       | 7        |

### 出場
| No. | 開催日         | 開催都市         | スタジアム                 | 対戦相手     | 結果 | 監督   | 大会                                                 |
| --- | -------------- | ---------------- | -------------------------- | ------------ | ---- | ------ | ---------------------------------------------------- |
| 1.  | 1977年03月06日 | テルアビブ       | ラマト・ガン・スタジアム   | イスラエル   | ●0-2 | 二宮寛 | 1978 FIFAワールドカップ・アジア・オセアニア・1次予選 |
| 2.  | 1977年03月10日 | テルアビブ       | ラマト・ガン・スタジアム   | イスラエル   | ●0-2 | 二宮寛 | 1978 FIFAワールドカップ・アジア・オセアニア・1次予選 |
| 3.  | 1977年03月26日 | 東京都           | 国立霞ヶ丘競技場陸上競技場 | 韓国         | △0-0 | 二宮寛 | 1978 FIFAワールドカップ・アジア・オセアニア・1次予選 |
| 4.  | 1977年04月03日 | ソウル           | 東大門運動場               | 韓国         | ●0-1 | 二宮寛 | 1978 FIFAワールドカップ・アジア・オセアニア・1次予選 |
| 5.  | 1978年05月23日 | 愛知県           | 名古屋市瑞穂公園ラグビー場 | タイ         | ○3-1 | 二宮寛 | ジャパンカップ                                       |
| 6.  | 1978年07月13日 | クアラルンプール | スタジアム・ムルデカ       | イラク       | △0-0 | 二宮寛 | 1978ムルデカ大会                                     |
| 7.  | 1978年07月15日 | クアラルンプール | スタジアム・ムルデカ       | インドネシア | ●1-2 | 二宮寛 | 1978ムルデカ大会                                     |
| 8.  | 1978年07月17日 | クアラルンプール | スタジアム・ムルデカ       | シリア       | ○3-2 | 二宮寛 | 1978ムルデカ大会                                     |
| 9.  | 1978年07月19日 | クアラルンプール | スタジアム・ムルデカ       | 韓国         | ●0-4 | 二宮寛 | 1978ムルデカ大会                                     |
| 10. | 1978年07月21日 | クアラルンプール | スタジアム・ムルデカ       | マレーシア   | ●1-4 | 二宮寛 | 1978ムルデカ大会                                     |
| 11. | 1978年07月23日 | クアラルンプール | スタジアム・ムルデカ       | シンガポール | ●1-2 | 二宮寛 | 1978ムルデカ大会                                     |
| 12. | 1978年07月26日 | クアラルンプール | スタジアム・ムルデカ       | タイ         | ○4-0 | 二宮寛 | 1978ムルデカ大会                                     |

### 得点数
| # | 年月日        | 開催地           | スタジアム           | 対戦国     | スコア | 試合概要         |
| - | ------------- | ---------------- | -------------------- | ---------- | ------ | ---------------- |
| 1 | 1978年7月21日 | クアラルンプール | スタジアム・ムルデカ | マレーシア | ●1-4   | 1978ムルデカ大会 |

## 指導歴
- 1990年 - 1991年  日立製作所：ヘッドコーチ [1]
- 1991年 - 1992年  U-20日本代表：監督 [1]
- 1994年 - 1996年  U-23日本代表：監督 [1]
- 1997年  柏レイソル：ヘッドコーチ [1]
- 1998年 - 2001年7月  柏レイソル：監督 [1]
- 2002年 - 2011年  ガンバ大阪：監督 [1]
- 2012年5月 - 同年11月  ヴィッセル神戸：監督 [1]
- 2014年 - 2015年  名古屋グランパス：監督
- 2016年 - 2018年7月 日本サッカー協会
  - 2016年3月 - 理事
  - 2016年3月 - 2018年4月 技術委員長
  - 2018年4月 - 同年7月  日本代表：監督
- 2019年7月 - 2021年7月  タイ代表：監督
- 2019年7月 - 2021年7月  U-23タイ代表：監督

## 監督成績
| クラブ           | 年度 | 所属   | 試合 | 勝点 | 勝  | 分 | 敗  | 得点 | 失点 | 順位 (チーム数) | 順位 (チーム数) | ナビスコ杯 | 天皇杯    | 他公式戦              |
| クラブ           | 年度 | 所属   | 試合 | 勝点 | 勝  | 分 | 敗  | 得点 | 失点 | ステージ        | 年間            | ナビスコ杯 | 天皇杯    | 他公式戦              |
| ---------------- | ---- | ------ | ---- | ---- | --- | -- | --- | ---- | ---- | --------------- | --------------- | ---------- | --------- | --------------------- |
| 柏レイソル       | 1998 | J1 1st | 17   | 22   | 9   | -  | 8   | 32   | 35   | 10位            | 8位 (18)        | 4回戦敗退  | 予選敗退  | -                     |
| 柏レイソル       | 1998 | J1 2nd | 17   | 25   | 9   | -  | 8   | 24   | 26   | 8位             | 8位 (18)        | 4回戦敗退  | 予選敗退  | -                     |
| 柏レイソル       | 1999 | J1 1st | 15   | 29   | 10  | 0  | 5   | 26   | 18   | 4位             | 3位 (16)        | 優勝       | ベスト4   | -                     |
| 柏レイソル       | 1999 | J1 2nd | 15   | 29   | 10  | 1  | 4   | 23   | 18   | 4位             | 3位 (16)        | 優勝       | ベスト4   | -                     |
| 柏レイソル       | 2000 | J1 1st | 15   | 26   | 10  | 0  | 5   | 25   | 22   | 4位             | 3位 (16)        | 4回戦敗退  | 2回戦敗退 | -                     |
| 柏レイソル       | 2000 | J1 2nd | 15   | 32   | 11  | 1  | 3   | 23   | 10   | 2位             | 3位 (16)        | 4回戦敗退  | 2回戦敗退 | -                     |
| 柏レイソル       | 2001 | J1 1st | 15   | 22   | 8   | 0  | 7   | 29   | 23   | 6位             | 6位 (16)        | 3回戦敗退  | -         | -                     |
| 柏レイソル       | 2001 | J1 2nd | -    | -    | -   | -  | -   | -    | -    | -               | 6位 (16)        | 3回戦敗退  | -         | -                     |
| ガンバ大阪       | 2002 | J1 1st | 15   | 27   | 9   | 1  | 5   | 35   | 19   | 4位             | 3位 (16)        | ベスト4    | 4回戦敗退 | -                     |
| ガンバ大阪       | 2002 | J1 2nd | 15   | 27   | 10  | 0  | 5   | 24   | 13   | 2位             | 3位 (16)        | ベスト4    | 4回戦敗退 | -                     |
| ガンバ大阪       | 2003 | J1 1st | 15   | 16   | 4   | 4  | 7   | 26   | 29   | 12位            | 10位 (16)       | ベスト8    | 4回戦敗退 | -                     |
| ガンバ大阪       | 2003 | J1 2nd | 15   | 23   | 6   | 5  | 4   | 24   | 17   | 7位             | 10位 (16)       | ベスト8    | 4回戦敗退 | -                     |
| ガンバ大阪       | 2004 | J1 1st | 15   | 24   | 7   | 3  | 5   | 31   | 23   | 4位             | 3位 (16)        | ベスト8    | ベスト4   | -                     |
| ガンバ大阪       | 2004 | J1 2nd | 15   | 27   | 8   | 3  | 4   | 38   | 25   | 3位             | 3位 (16)        | ベスト8    | ベスト4   | -                     |
| ガンバ大阪       | 2005 | J1     | 34   | 60   | 18  | 6  | 10  | 82   | 58   | 優勝 (18)       | 優勝 (18)       | 準優勝     | ベスト8   | -                     |
| ガンバ大阪       | 2006 | J1     | 34   | 66   | 22  | 6  | 8   | 80   | 48   | 3位 (18)        | 3位 (18)        | ベスト8    | 準優勝    | スーパーカップ 準優勝 |
| ガンバ大阪       | 2006 | J1     | 34   | 66   | 22  | 6  | 8   | 80   | 48   | 3位 (18)        | 3位 (18)        | ベスト8    | 準優勝    | ACL2006 予選敗退      |
| ガンバ大阪       | 2006 | J1     | 34   | 66   | 22  | 6  | 8   | 80   | 48   | 3位 (18)        | 3位 (18)        | ベスト8    | 準優勝    | A3カップ2006 準優勝   |
| ガンバ大阪       | 2007 | J1     | 34   | 67   | 19  | 10 | 5   | 71   | 37   | 3位 (18)        | 3位 (18)        | 優勝       | ベスト4   | スーパーカップ 優勝   |
| ガンバ大阪       | 2008 | J1     | 34   | 50   | 14  | 8  | 12  | 46   | 49   | 8位 (18)        | 8位 (18)        | ベスト4    | 優勝      | パンパシ2008 優勝     |
| ガンバ大阪       | 2008 | J1     | 34   | 50   | 14  | 8  | 12  | 46   | 49   | 8位 (18)        | 8位 (18)        | ベスト4    | 優勝      | スルガCS 準優勝       |
| ガンバ大阪       | 2008 | J1     | 34   | 50   | 14  | 8  | 12  | 46   | 49   | 8位 (18)        | 8位 (18)        | ベスト4    | 優勝      | ACL2008 優勝          |
| ガンバ大阪       | 2008 | J1     | 34   | 50   | 14  | 8  | 12  | 46   | 49   | 8位 (18)        | 8位 (18)        | ベスト4    | 優勝      | FCWC2008 3位          |
| ガンバ大阪       | 2009 | J1     | 34   | 60   | 18  | 6  | 10  | 62   | 44   | 3位 (18)        | 3位 (18)        | ベスト8    | 優勝      | スーパーカップ 準優勝 |
| ガンバ大阪       | 2009 | J1     | 34   | 60   | 18  | 6  | 10  | 62   | 44   | 3位 (18)        | 3位 (18)        | ベスト8    | 優勝      | ACL2009 ベスト16      |
| ガンバ大阪       | 2010 | J1     | 34   | 62   | 18  | 8  | 8   | 65   | 44   | 2位 (18)        | 2位 (18)        | ベスト8    | ベスト4   | スーパーカップ 準優勝 |
| ガンバ大阪       | 2010 | J1     | 34   | 62   | 18  | 8  | 8   | 65   | 44   | 2位 (18)        | 2位 (18)        | ベスト8    | ベスト4   | ACL2010 ベスト16      |
| ガンバ大阪       | 2011 | J1     | 34   | 70   | 21  | 7  | 6   | 78   | 51   | 3位 (18)        | 3位 (18)        | ベスト4    | 3回戦敗退 | ACL2011 ベスト16      |
| ヴィッセル神戸   | 2012 | J1     | 19   | 21   | 5   | 6  | 8   | 24   | 28   | -位 (18)        | -位 (18)        | GL敗退     | 2回戦敗退 |                       |
| 名古屋グランパス | 2014 | J1     | 34   | 48   | 13  | 9  | 12  | 47   | 48   | 9位 (18)        | 9位 (18)        | GL敗退     | ベスト8   | -                     |
| 名古屋グランパス | 2015 | J1 1st | 17   | 22   | 6   | 4  | 7   | 18   | 18   | 9位             | 10位 (18)       | ベスト8    | 2回戦敗退 | -                     |
| 名古屋グランパス | 2015 | J1 2nd | 17   | 24   | 7   | 3  | 7   | 26   | 30   | 10位            | 10位 (18)       | ベスト8    | 2回戦敗退 | -                     |
| 通算             | 通算 | 通算   | 524  | -    | 270 | 91 | 164 |      |      |                 |                 |            |           |                       |

- 2001年は、J1 1st終了後に解任。
- 2012年は、第13節から第31節まで指揮。
- 赤太字はJ1トップ

## タイトル・表彰

### 選手時代

#### クラブ
早稲田大学
- 全日本大学サッカー選手権大会：1回（1974年）
- 関東大学サッカーリーグ戦1部：2回（1975年、1976年）

### 監督時代

#### クラブ
柏レイソル
- ナビスコカップ：1回 (1999年)

ガンバ大阪
- Jリーグ ディビジョン1：1回 (2005年)
- 天皇杯：2回 (2008年、2009年)
- ナビスコカップ：1回 (2007年)
- ゼロックススーパーカップ：1回 (2007年)
- AFCチャンピオンズリーグ：1回 (2008年)
- パンパシフィックチャンピオンシップ：1回 (2008年)

### 表彰
- Jリーグ最優秀監督賞：2回 (2000年、2005年)
- 彩の国功労賞：1回 (2019年)
- さいたま市スポーツ特別功労賞：1回 (2018年)
- AFC最優秀監督賞：1回 (2008年)

## 著書
- 『挑戦―ブラジルを破るまでの軌跡』（1997年、ニッポン放送プロジェクト、ISBN 4594021808、ISBN 978-4594021801）
- 『勝利のルーティーン 常勝軍団を作る、「習慣化」のチームマネジメント』（2014年、幻冬舎、ISBN 4344025210、ISBN 978-4344025219）

## CM出演
- ポッカコーポレーション 「缶コーヒーミスター」(1996年)
- オーツタイヤ（現・住友ゴム工業） (1996年)
- ミドリ電化 (2007年) - 加地亮、播戸竜二、安田理大と共演（選手とは別撮りで、ミドリ電化の店内で変な踊りをする選手に対して一言いう）
- パナソニック「ラムダッシュ」(2008年)
- ポケットサッカーリーグ カルチョビット（2012年） - 千鳥、博多華丸・大吉、久保裕也との共演（同ソフトによるエキシビジョンマッチを編集したもの）